# مارسيا براون
مارسيا براون (بالإنجليزية: Marcia Brown)‏ هي كاتِبة وكاتبة للأطفال أمريكية، ولدت في 13 يوليو 1918 في روتشستر في الولايات المتحدة، وتوفيت في 28 أبريل 2015.

## وصلات خارجية
- مارسيا براون على موقع ديسكوغز (الإنجليزية)